# Шошолоза
Шошоло́за (Shosholoza) — южноафриканская народная песня, традиционно исполняемая мужским ансамблем. Зулусское слово шошолоза означает идти вперёд или прокладывать путь идущему следом, и напоминает звук, издаваемый упоминающимся в песне паровозом (stimela).
Песня исполнялась множеством артистов, в том числе Helmut Lotti, Ladysmith Black Mambazo, PJ Powers, The Glue, Soweto Gospel Choir, Питером Гэбриэлом и Drakensberg Boys' Choir. Песня приобрела мировую известность в 1995 году, после победы южноафриканской команды в чемпионате мира по регби. Южноафриканский юношеский ансамбль Overtone записал «Шошолозу» для фильма «Непокорённый» (2009, режиссёр Клинт Иствуд).
Изначально «Шошолоза» не была радостной песней победы — её пели рабочие, занятые тяжким трудом на рудниках, по пути на работу.
Текст песни, как и его транскрипция, варьируется. Один из примеров:
Shosholoza
Shosholoza
Ku lezontaba
Stimela siphum' eSouth Africa
Shosholoza
Shosholoza
Ku lezontaba
Stimela siphum' eSouth Africa
Wen' uyabaleka
Wen' uyabaleka
Ku lezontaba
Stimela siphum' eSouth Africa
Приблизительный перевод:
Иди вперёд,
Иди вперёд
К тем горам,
Поезд из Южной Африки.
Иди вперёд,
Иди вперёд,
Ты бежишь прочь,
Ты бежишь прочь
К тем горам,
Поезд из Южной Африки.